# Bijdorp (Voorschoten)
Bijdorp is een wijk in Voorschoten. De wijk wordt aan de noordkant begrensd door de Kerksloot, die de grens vormt met de wijk Vlietwijk, aan de oostkant door de Vliet, aan de zuidkant door de wijk Starrenburg en aan de westkant door Huize Bijdorp (een  klooster) en het centrum van Voorschoten.

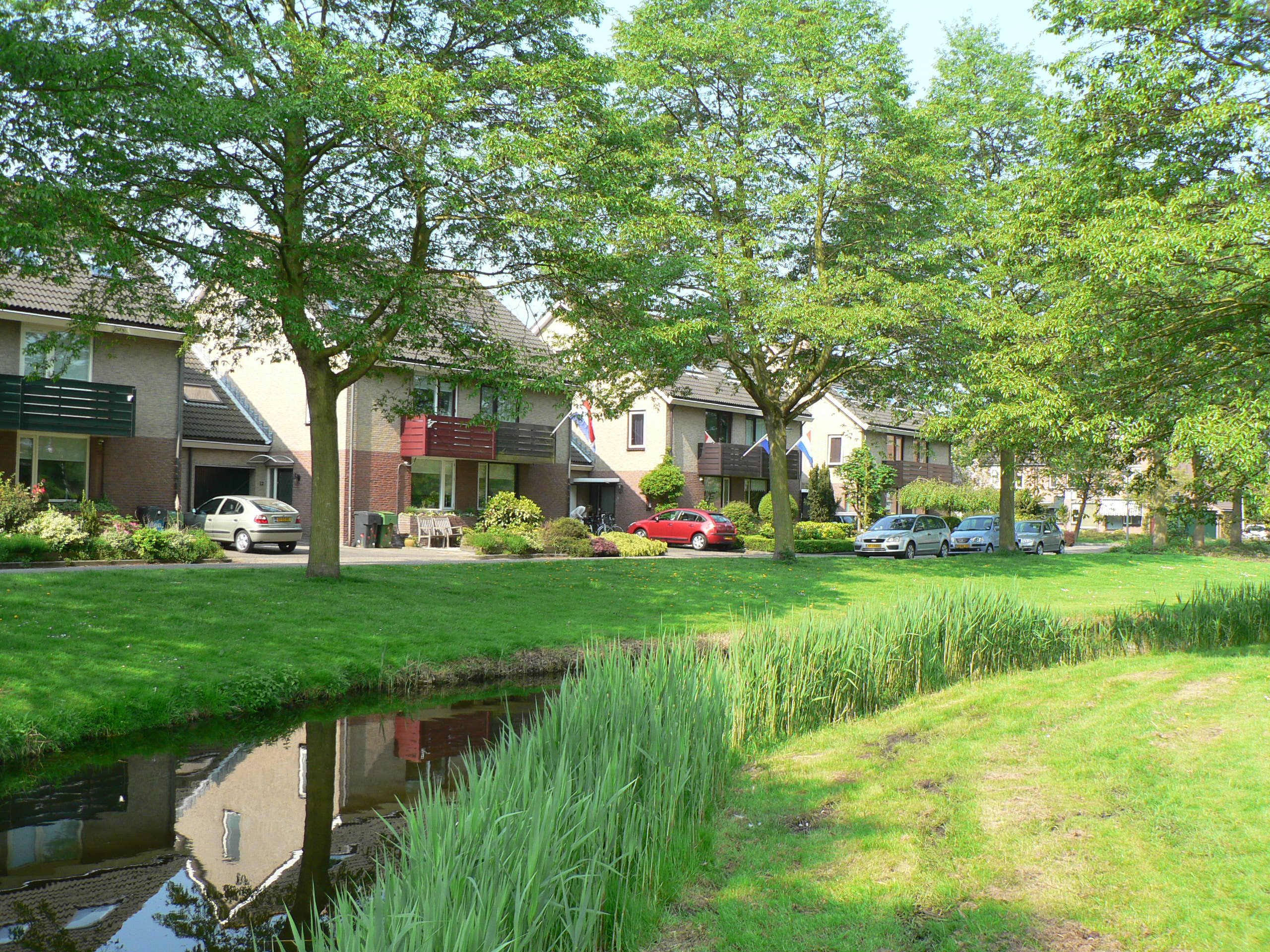
Buizerderf in Bijdorp

De wijk werd aangelegd in de jaren tachtig en kenmerkt zich door verkeersluwe woonerven. De wijk heeft makkelijk toegang tot de Vliet via een aantal sloten met een groot aantal ligplaatsen. De straatnamen zijn allen genoemd naar vogelsoorten (Buizerderf, Zwaluwweg, Meerkoeteiland, Koperwieklaan, Merelhof), afgezien van Achter De Lindehoeve, een straat die naar een oude boerderij leidt waar een huisartsenpraktijk en fysiotherapeut gevestigd is.

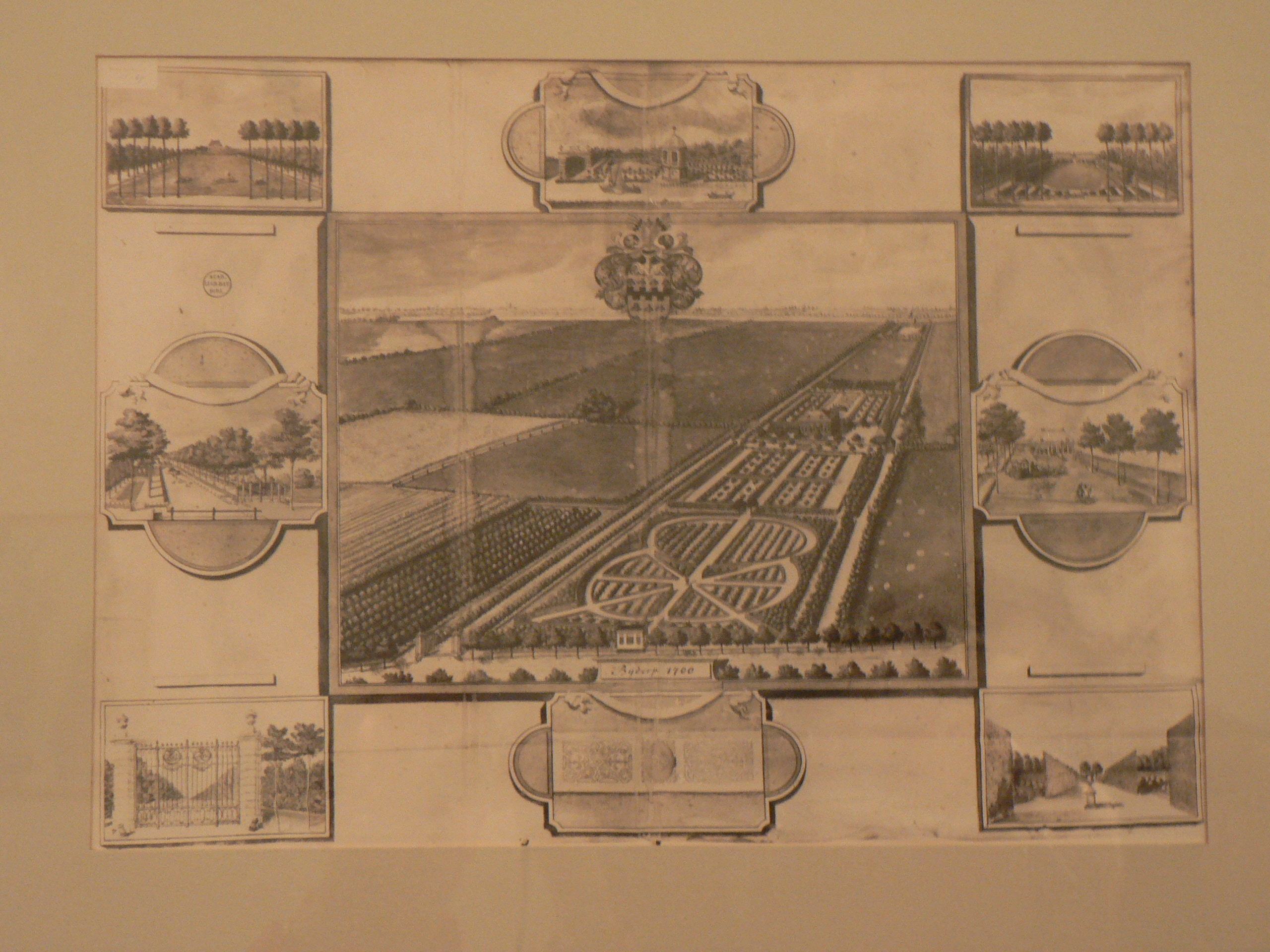
Gezicht op Bijdorp rond 1700

## Huize Bijdorp
De wijk is genoemd naar de buitenplaats Huize Bijdorp, waar voorheen het klooster van de heilige Catharina van Siena was behuisd (zie hoofdartikel over Voorschoten). Het voormalige klooster fungeert nu als verzorgingshuis voor de zusters. Huize Bijdorp en de bijbehorende tuin is niet toegankelijk voor het publiek, afgezien van op de Open Monumentendag.

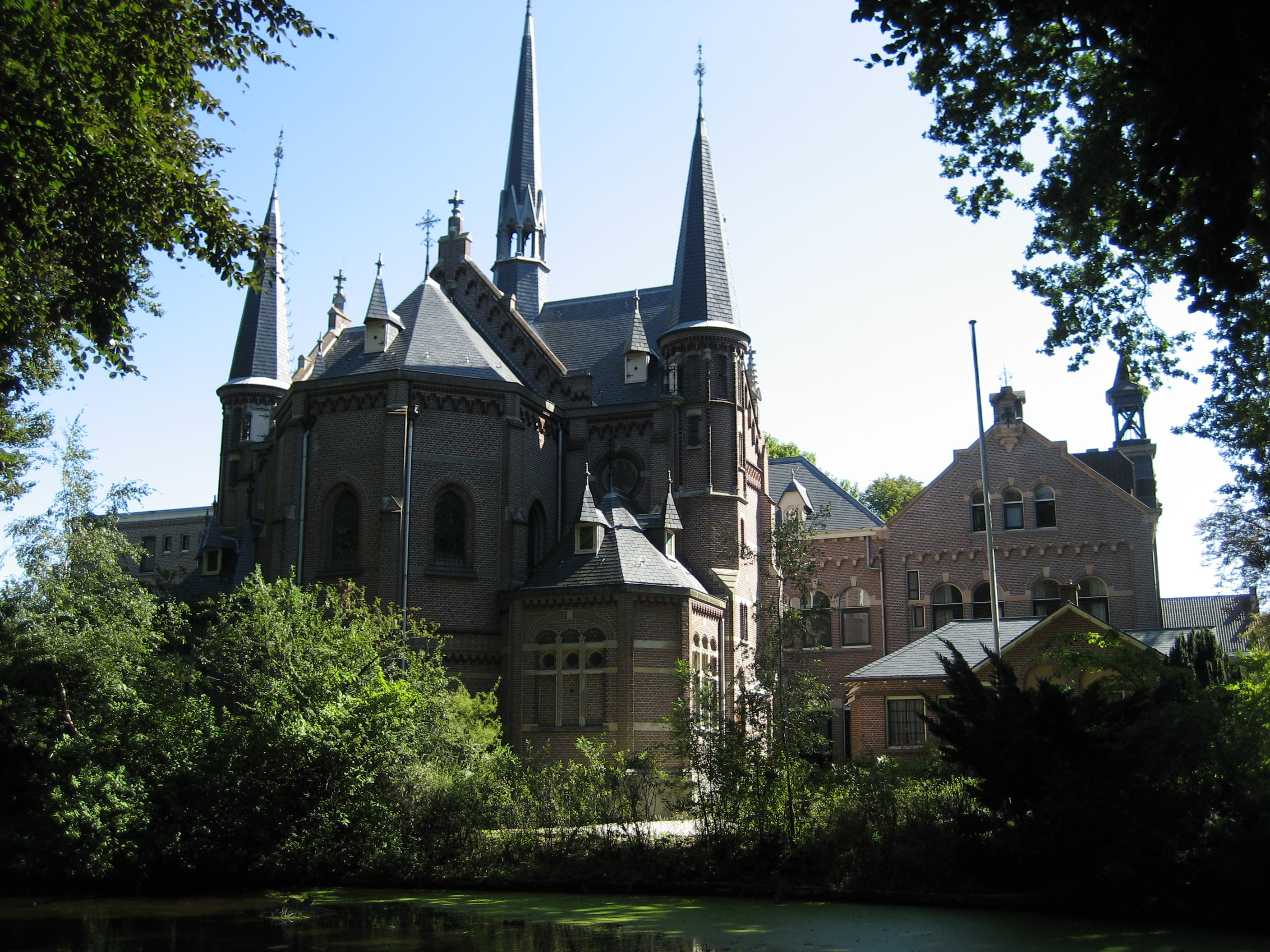
Kloosterkapel Bijdorp